# Schwanfeld
Schwanfeld là một đô thị trong huyện Schweinfurt bang Bayern, Đức.